# Уббонисты
Уббонисты (убониты) — существовавшая в XVI столетии религиозная секта новокрещенцев. Её основатель Уббо Филипс или Филиппи, родился в Леувардене, Нидерланды, был там же священником, но в 1553 г. вместе со своими последователями основал одну из самых мирных сект того времени.
Эта секта, принявшая на себя имя своего основателя, по своему учению мало чем, по-видимому, отличалась от других перекрещенских сект. Уббо Филипс умер в 1568 г.